# Escuela Monumental Fernández de Lizardi
La Escuela José Joaquín Fernández de Lizardi es una escuela ubicada en el centro de Monterrey que fue construida en 1927 e inaugurada en 1930. Forma parte de las Escuelas Monumentales de Monterrey, es la única escuela monumental que no fue construida por el programa Fomento y Ubanización. Los autores del proyecto fueron el arquitecto Cipriano González, con la colaboración del ingeniero Miguel Osuna Treviño. Mientras que los autores de la construcción fueron Paulino Benavides y Cayetano García. Su estilo arquitectónico corresponde a  una composición academicista tardía.

## Historia
En el año de 1927 fue aprobada su construcción y fue inaugurada un 4 de octubre de 1930 por el Gobernador Aarón Sáenz.

## Edificio
El edificio tiene sótano, dos plantas, asta bandera, 26 salones de clase destinados para 1400 alumnos, laboratorios y talleres, salas de maestros, biblioteca, auditorio, sala de proyecciones, oficinas administrativas, gimnasio, bodega, servicios sanitarios con regaderas, patios de honor y patios de juegos y recreos. 